# Kouty (ort i Tjeckien, Vysočina, lat 49,31, long 15,79)
Kouty är en ort i Tjeckien.   Den ligger i regionen Vysočina, i den centrala delen av landet, 130 km sydost om huvudstaden Prag. Kouty ligger 550 meter över havet och antalet invånare är 373.
Terrängen runt Kouty är huvudsakligen platt, men åt sydväst är den kuperad. Runt Kouty är det tätbefolkat, med 683 invånare per kvadratkilometer. Närmaste större samhälle är Jihlava, 17,1 km nordväst om Kouty. Trakten runt Kouty består till största delen av jordbruksmark.